# Круты (станция)
Круты (укр. Крути) — промежуточная грузо-пассажирская станция Конотопской дирекции Юго-западной железной дороги. Расположена вблизи одноименного села.

## История
Станция была открыта 17 декабря 1868 году одновременно с движением по железнодорожной ветке Курск—Бровары. С конца XIX века станция превращается в узловую, в 1891 году проложена узкоколейная железная дорога в Чернигов, а в 1894 году было открыто линию до станции Ичня.
Вошла в историю Боем под Крутами, который состоялся 29 января 1918 года непосредственно вблизи станции и на самой станции.
С 1920-х годов станция становится обычной промежуточной — из Нежина в Чернигов и Прилуки были проложены железнодорожные пути, пути от Крут были разобраны.
Старое здание вокзала не сохранилась, существующее построено в послевоенный период.